# Sve
Sve, sve-stvari, ili svaka stvar, je sve što postoji; to je suprotno ničemu, ili njegova dopuna. To je ukupnost stvari relevantnih za neku temu. Bez izraženih ili impliciranih ograničenja, može se odnositi na bilo šta. Univerzum je sve što teorijski postoji, iako multiverzum može postojati prema teorijskim kosmološkim predviđanjima. Može se odnositi na antropocentrični pogled na svet, ili na zbir ljudskog iskustva, istorije i ljudskog stanja uopšte. Svaki objekat i entitet je deo svega, uključujući sva fizička tela i u nekim slučajevima sve apstraktne objekte.